# 難波圭一
難波圭一（日语：難波 圭一，1957年8月26日—），日本男性配音員、演員。出身於山口縣岩國市。身高167cm。AB型血。
本名相同。KeKKe Corporation代表。2012年8月以前經歷青二Production，同年9月至今是藤賀事務所所屬。修道高等學校畢業。

## 經歷
島根縣江津市出生，4歳移居山口縣岩國市。
1976年修道高等學校畢業之後，父母擔心當演員無法承擔家計，而猛烈反對。
與父母斷絕關係之後來到東京發展，尋找劇團時在野澤那智主導的薔薇座劇團看到舞台上穿著衣服流汗的前輩戶田惠子的身影而為之著迷，進而入團。從此之後他從早晨到中午一直排練戲劇。正好那個時候，薔薇座的音樂路線產生變更，眾多前輩退團，由於人手不足而被提拔。而難波自身舞台初次登場的作品是。
1984年，他以電影動畫《超人洛克》主角洛克也在配音界出道。從此與舞台事業並肩而行。此外，他也是變形金剛系列的常駐配音員，從第1部到V為止連續5部都有演出。
2000年代之後，轉往擔任《嗚呼！薔薇色的珍生!!》、《伊東家的餐桌》等等節目的旁白解說工作。另一方面，也作為講師在網路平台進行聲優相關連企劃。值得一提的是他也被汽車雜誌出版社VIDEO OPTION稱「難波」。
2012年8月從青二Production離所，同年9月加入藤賀事務所。藤賀事務所移籍之後，在電視劇出演的機會增加。

## 人物、逸事
從美男子到丑角、嚴肅型到專門搞笑等許多角色，通通都有演過。在1980年代，他還曾經擔任NHK教育台為小學生製作的音樂節目的第4代主持人。
私生活方面，二任妻子跟丈夫都從事配音工作。前妻為鶴弘美。現在妻子莊真由美則已從配音界退休，目前是KeKKe Corporation董事。此外，莊真由美是在跟他一起演《奇天烈大百科》和OVA作品期間交往認識。
作為松濤Actor's Gymnasium的代表和主任講師，他還致力於培訓後進新人。其中，2005年新版《哆啦A夢》主角野比大雄配音員大原惠，是從這所學校畢業，也是難波的學生。
關於旁白的工作，難波說是「當時以自己的世界觀講」和祖父一句「我不理解圭一說的意思」這句話來敘述。他說，從小就用自己喜愛的落語經驗來講話，以便可以更快地去理解。
對於近年來演員要兼具配音員才華的事實，作為好意採取他表示贊成，也希望配音員的小世界會消失。

### 《鄰家女孩》
《鄰家女孩》動畫開播時，他抱著極大的熱情為上杉和也配音，但是不幸地，和也在第1部因交通意外而身亡。第2部之後，和也就再也沒有登場，這也讓本人相當的難過和悲傷。
在演和也時，經常有一位跟他一起共演的前輩說「難波老弟，我會做一個與畫面完全不同的劇本」。近年看到《鄰家女孩》的重播時，感嘆自己如此的糟糕。據本人追述往事，自己很難抓住動畫的感覺，因為當時覺得已經做到了，就好像站在舞台上一樣。
和也在故事中死亡之後，本身似乎希望和也能在回憶場景中出現，但實際上放送的內容是達也和淺倉南經常在和也的照片前話，因此自己連說話的機會都沒有。
關於這一點，演淺倉南的日高範子稱，第二部之後曾有經常看到難波用沮喪的語氣在召喚說「該節目仍在繼續。我偶爾看到」的逸事。
此外，演上杉達也的三矢雄二本來是想要安慰難波，就告訴他說「即使（和也）死了，當如此受到粉絲的歡迎和不安時，他也會重生的」。事實上，和也並沒有復活，讓難波很生氣的說「你在說什麼，根本就沒有重生不是嗎？」，三矢說「SF與真實事物不同」向他道歉。
但是後來，和也在劇場版製作的小冊子中復活，難波得知此事而感到高興。
根據三矢稱，達也的錄音試鏡難波他也有參加。

## 演出
粗體字表示主要角色。

### 電視動畫
1983年
- 貓眼三姊妹（警察官）

1984年
- 星槍士俾斯麥（萬斯·古雷哈姆）
- 特裝機兵多爾巴克（阿爾伯特）
- 北斗神拳（希巴、西昂、金）
- 魔法妖精貝露莎（室井學）[注 2]
- 漫畫為什麼物語（日语：まんがどうして物語）

1985年
- 機動戰士Z鋼彈（加茨·小林（日语：カツ・ハウィン））
- 足球小將翼 (昭和版)（卡爾·海因茲·史奈德（日语：カール・ハインツ・シュナイダー））
- 鬼太郎 (第3作)（站員A、作業員B、垢嘗〈代替〉、沙布、清志、又三郎、豆腐小僧）
- 昭和笨蛋小說搞笑第1名！（日语：昭和アホ草紙あかぬけ一番!）（石打涉）
- 鄰家女孩（上杉和也）
- 哆啦A夢 (大山羨代版)（浦島太郎）
- 俏皮小百寶（加納零[PR 1]）
- 高校！奇面組（日语：ハイスクール!奇面組）（切出翔（日语：色男組#メンバー））
- 火焰的阿爾卑斯玫瑰 茱蒂&藍迪（藍迪／藍迪·柯爾特）
- 名偵探福爾摩斯（羅伯爾、阿巴強）

1986年
- Oh！Family（日语：Oh!ファミリー）（雷夫）
- 北斗神拳（拉歐（日语：ラオウ）〈少年時期〉）
- 青春動畫全集（日语：青春アニメ全集）（信如）
- 聖鬥士星矢（雙魚座阿夫羅迪、朱利安·梭羅）
- 天威勇士 克羅諾斯的大逆襲（科隆）
- Wonder Beat Scramble（日语：ワンダービートS）（麥可）

1987年
- 甜蜜公主（新之助）
- 超能力魔美（宏一、宮島文雄）
- 橙路（小松整司[PR 2]）
- 北斗神拳2（巴托（日语：バット (北斗の拳)））
- 之後頓珍漢（日语：ついでにとんちんかん）（丸美、素步落太）
- 變形金剛：頭領戰士（Twincast〈錄音機爆裂者〉、懷特雷歐、波麗士）
- Bug甜心（日语：Bugってハニー）（利奧、塞米爾）
- 陽光普照（兒玉）
- 聖魔大戰（溝口掘一平、坊主）
- 淑女小琳!!（日语：レディ!!#レディレディ!!）（托馬斯·赫伯里[PR 3]）

1988年
- 超能力魔美（優太郎〈青年時期〉）
- 魁!! 男塾（飛燕[PR 4]）
- 鬥將!! 拉麵男（林彪）
- 鐵拳小子（日语：鉄拳チンミ）（龍凱[PR 5]）
- 變形金剛：超神 Master Force（懷爾德／指揮官懷爾德）
- 狗仔爺爺 (1987年版)（日语：のらくろクン）（瑪奇）
- 高爾夫頑童猿丸（流喬四郎）
- 妳好！淑女小琳（日语：レディ!!#ハロー！レディリン）（愛德華·布萊頓）
- 甜蜜小天使 (1988年版)（正輝、山口）

1989年
- 寶馬神童（日语：青いブリンク）（維加）
- 惡魔君（蝙蝠貓[PR 6]、魔火）
- 美味大挑戰（長原選手、男A）
- 烏龍少爺（日语：おぼっちゃまくん）（上條貴彥）
- 西瓜皮先生（古川君[PR 7]）
- 奇天烈大百科（青年1）
- 城市獵人3（和彥）
- 變形金剛V（Leoｚack／Liokaiser）
- 新仙魔大戰（戴亞格雷公）
- 比利犬商會（日语：ビリ犬）（得夫）
- 黑色推銷員（青井達夫）

1990年
- 超級劍豪傳（自來也〈第2代〉[PR 8]）
- 奇天烈大百科（野野花明彥〈初代〉）
- 森林大帝 (1989年版)（艾德）
- 快樂的嚕嚕米一家
- 勇者鬥惡龍 達伊的大冒險 (1991年版)（何布（日语：ポップ (ダイの大冒険)）[PR 9]、米斯托邦（日语：ミストバーン））
- 大耳鼠（小林、愛莉的表叔）
- 七龍珠Z（澤仙）
- 夠了！阿太郎 (1990年版)（日语：もーれつア太郎）（科蒙帕斯[注 3]、楚太郎）

1991年
- 美味大挑戰（近城勇、芝濱樹）
- 妙妙殭屍（日语：どろろんぱっ!）（貧乏神）
- 校園七大不可思議神秘事件（日语：ハイスクールミステリー学園七不思議）（五郎）
- 黑色推銷員（見地目苔）
- 亂馬½ 熱鬥篇（畢考克）

1992年
- 超級麻雀（日语：スーパーヅガン）（明智光一、宇津木）
- 超電動機械人 鐵人28號FX（索爾里克）
- 南國少年奇小邪（小湯仔〈初代〉）
- 21衛門（年輕人）
- 餓狼傳說（安迪·柏格德（日语：アンディ・ボガード））
- 美少女戰士（海野栗雄、佐伊賽特、艾倫）
- 黑色推銷員（太宰藏司）

1993年
- 麵包超人（麥克超人）
- 小小男子漢（原田一夫）
- 忍者亂太郎（忍者）
- 餓狼傳說2（安迪·柏格德）
- 美少女戰士R（海野栗雄）

1994年
- 重獲新生的機器人（日语：おまかせスクラッパーズ）（鮑勃）
- DNA²（桃生純太）
- 幸運超人（忍者超人、猛獸使者人）
- BLUE SEED（杉下俊一）

1995年
- 鬼神童子ZENKI（剛羅、蛭蟇蟲）
- 新機動戰記鋼彈W（亞歷克斯、金塔）
- NEO HYPER KIDS（清十郎）
- 美少女戰士SuperS（海野栗雄）

1996年
- 蒙面俠蘇洛傳（拉蒙）
- 機動新世紀鋼彈X（魯瑪庫·卡烏特）
- 企鵝掌門人（日语：バケツでごはん）（切扎里）

1997年
- VIRUS -VIRUS BUSTER SERGE-（日语：VIRUS）（馬卡斯）
- 金田一少年之事件簿（佐木龍太[PR 10]、和久田春彥）
- 馬赫GoGoGo (第2作)（玖珠王）
- 名偵探柯南（富澤達二）

1998年
- 時空偵探建次君（安徒生）
- 槍神Trigun（霍帕德·THE·甘特雷特）
- 機動神腦（艾加）

1999年
- 金田一少年之事件簿（武藤恭一）
- 魔術士歐菲 Revenge（蒙哥馬利[PR 11]）

2000年
- 週刊故事樂園（日语：週刊ストーリーランド）「看不見的鄰居」（黑川）

2001年
- 名偵探柯南（加納照也）

2003年
- 坦克王（弗洛依德）
- 名偵探柯南（福浦玲治）

2004年
- 混沌武士（傳鬼坊）
- 怪醫黑傑克（盜獵者）
- ONE PIECE（雪帕特、線蚯蚓[PR 12]）

2005年
- Keroro軍曹（土下座衛門）
- 怪醫黑傑克（鈴田小太郎）

2006年
- 光之美少女Splash Star（火焰倫巴）
- 名偵探柯南（滿樂亭喜三郎、岩田岩）

2007年
- 名偵探柯南（片品陸人）

2009年
- 戰場女武神（米歇爾）

2010年
- 數碼寶貝合體戰爭（木偶獸）
- 哆啦A夢 (水田山葵版)（磯崎）

2011年
- 數碼寶貝合體戰爭 邪惡的死亡指揮官與七個王國（木偶獸）

2013年
- 美食獵人TORIKO（喬亞）

2014年
- 怪盜Joker（曼波將軍[PR 13]）
- 金田一少年之事件簿R（佐木龍太）

2015年
- 金田一少年事件簿R (第2期)（佐木龍太）
- ONE PIECE 特別篇 〜霧之島的冒險〜（線蚯蚓）

2019年
- 聖鬥士星矢 聖鬥少女翔（雙魚座 阿夫羅迪[11]）

2021年
- 更多！怪俠索羅利（窮神）

2025年
- 聖騎士之戰 奮戰：DUAL RULERS（艾克賽爾＝羅[12]）

### 電影動畫
1984年
- 超人洛克（日语：超人ロック）（洛克[PR 14]）

1985年
- 光子帆船星光號奧丁（日语：オーディーン 光子帆船スターライト）（林）
- 足球小將翼：決戰歐洲（卡爾·海因茲·史奈德（日语：カール・ハインツ・シュナイダー））
- 足球小將翼：危險！全日本Jr.（卡爾·海因茲·史奈德）

1986年
- 足球小將翼：奔向明日！（卡爾·海因茲·史奈德）
- 足球小將翼：世界大決戰!! Jr. 世界盃（卡爾·海因茲·史奈德）

1986年
- 鄰家女孩：沒有背號的王牌投手（上杉和也）
- 鄰家女孩2：再見的禮物（上杉和也）
- 劇場版 高校！奇面組（日语：ハイスクール!奇面組）（切出翔（日语：色男組#メンバー））

1987年
- 聖鬥士星矢：邪神艾莉絲（楯座楊）

1988年
- 聖鬥士星矢：眾神的激戰（弗雷）
- 聖鬥士星矢：真紅的少年傳說（雙魚座阿夫羅迪）
- 哆啦A夢：大雄的平行西遊記（元平）

1989年
- 劇場版 惡魔君（蝙蝠貓）
- 聖鬥士星矢：最終聖戰的戰士們（智天使亞斯她錄、海皇波塞冬）
- 變幻退魔夜行 迦樓羅漫舞！奈良怨靈繪卷（日语：カルラ舞う!）（池田近江）
- NEMO（日语：NEMO/ニモ）（文普）

1990年
- 聖劍風雲（日语：まんが家マリナ・シリーズ#映画）（柯克）
- 惡魔君：歡迎來到惡魔樂園!!（蝙蝠貓）
- （兵隊）
- （克巴爾特·布魯）

1991年
- 七龍珠Z：超級賽亞人孫悟空（安基拉）

1992年
- 勇者鬥惡龍 達伊的大冒險：站起來!! 阿邦的使徒（日语：ドラゴンクエスト ダイの大冒険 起ちあがれ!!アバンの使徒）（何布（日语：ポップ (ダイの大冒険)））
- 勇者鬥惡龍 達伊的大冒險：突破吧!! 新生6大將軍（日语：ドラゴンクエスト ダイの大冒険 ぶちやぶれ!!新生6大将軍）（何布）

1994年
- 餓狼傳說 -THE MOTION PICTURE-（日语：餓狼伝説 -THE MOTION PICTURE-）（安迪·柏格德（日语：アンディ・ボガード））

1995年
- Special Present 亞美的初戀 美少女戰士SuperS 外傳（海野栗雄）

1996年
- 超人力霸王公司（日语：ウルトラマンカンパニー）（超人力霸王君）
- 哆啦美與哆啦A夢七小子：機器人學校七大不可思議（多啦小子）

1997年
- 多啦A夢族 怪盜多啦賓 神秘的挑戰書（多啦小子）

1998年
- 多啦A夢族 機械昆蟲大作戰（多啦小子）

1999年
- 奇異的甜品娜娜王國（多啦小子）

2000年
- 生死時速火車大決戰（多啦小子）

2001年
- 櫻花大戰 活動寫真（日语：サクラ大戦 活動写真）（派屈克·哈密爾頓）
- 哆啦A夢：大雄與翼之勇者（鴕鳥計程車[PR 15]）
- 多啦美&多啦A夢族 宇宙樂園千鈞一髮！（多啦小子、蛇）

2010年
- 劇場版 光之美少女 All Stars DX2：希望之光☆守護彩虹寶石！（火焰倫巴）

2011年
- 名偵探柯南：沉默的15分鐘（山尾溪介[PR 16]）

### OVA
1985年
- 魔法公主 明琪桃子 夢中輪舞（日语：魔法のプリンセス ミンキーモモ）（裴塔）

1986年
- 暴力傑克 後宮爆擊（日语：バイオレンスジャック#バイオレンスジャック ハーレムボンバー）（健）

1987年
- JUNK BOY（日语：JUNK BOY）（城山次信）
- TWD EXPRESS ROLLING TAKEOFF（日语：TWD EXPRESS#OVA）（“老虎”肯·卡特）

1988年
- 恐怖的生化人 最終教師（日语：最終教師）（御祭寬介）
- 瑪丹娜 炎之老師（日语：マドンナ (漫画)）（大林）

1989年
- 橙路（1989～1991，小松整司）3作品
- 銀河英雄傳說（萊納·布魯姆哈爾特）
- 妙齡女大亨（日语：クレオパトラD.C.）（夏木〈Nacky〉）
- （保夫）
- 風魔小次郎（小次郎）
- （門田紋乃丞）

1990年
- 星座宮神話（日语：アリーズ）（波塞冬／一條鳴海）
- 加杜林（日语：ガデュリン）（隆）
- 信箱中的明天（日语：ポストの中の明日）（目金）

1991年
- Wizardry（亞歷克斯）
- 是我，夕子（日语：おれ、夕子）（佐藤弘和）
- 忍者龍劍傳（隼隆）
- 魔獸戰士露娜·華爾格（日语：魔獣戦士ルナ・ヴァルガー）（米爾·尤德）
- 有閑俱樂部 狗貓完整HOW麻吉（劍菱豐作）

1992年
- 伊蘇II 天空的神殿 ～阿德爾·克利斯汀的冒險～（日语：イース (OVA)）（阿斯塔爾）
- 變色龍（日语：カメレオン (漫画)）（矢澤榮作）
- 有閑俱樂部2 來自香港的愛情（劍菱豐作）

1993年
- 洒落小僧花丸塚（九條一臣）
- 假面騎士SD（假面騎士ZX）
- Fantasia（日语：ふぁんたじあ）（羅爾）

1994年
- 明琪桃子 IN 啟程之站（日语：魔法のプリンセス ミンキーモモ）（站員）

1995年
- 魔鬼教師方程式（日语：腐った教師の方程式）（柴田正美）
- DNA²（桃生純太）

1996年
- BAD BOYS 搞怪少年4 狂連合篇（石本千春）
- BLUE SEED2（杉下俊一）

1998年
- 銀河英雄傳說外傳（萊納·布魯姆哈爾特）
  - 千億之星
  - 千億之光
- BADBOYS5（小鳥田康男）

1999年
- 青山剛昌短篇集（「夏日的聖誕老人」男、「要等我哦」記者）

2002年
- 聖鬥士星矢 冥王黑帝斯十二宮篇（日语：聖闘士星矢 冥王ハーデス編）（2002～2006，雙魚座阿夫羅迪）2作品

2008年
- 聖鬥士星矢 冥王黑帝斯極樂世界篇（日语：聖闘士星矢 冥王ハーデス編）（朱利安·梭羅）

2010年
- 亂馬½ 惡夢！春眠香（日语：らんま1/2 悪夢!春眠香）（畢考克）

### 網路動畫
- 聖鬥士星矢 黃金魂 -soul of gold-（2015年，雙魚座阿夫羅迪、海皇波塞冬）

### 遊戲
1990年
- 戰斧（士兵B、市民B、DeathAdder士兵）

1991年
- FINAL ZONE II（文達上尉）[注 4]
- 伍德斯托克星球 時尚的恐怖樂團（日语：惑星ウッドストック ファンキーホラーバンド）（史蒂夫、菲德）

1992年
- 魔物獵人妖子 ～來自魔界的轉學生～（將馬）

1993年
- 魔物獵人妖子 ～遠方來的呼聲～（將馬、魔王瓦爾貝母）

1994年
- 美少女戰士（日语：美少女戦士セーラームーン (ゲーム)）（佐伊賽特、海野栗）[注 4]
- Monster Maker 闇之龍騎士（日语：モンスターメーカー）（沃肯）

1995年
- 餓狼傳說系列（1995～1999，安迪·柏格德（日语：アンディ・ボガード）[注 5]、比利·康恩（日语：ビリー・カーン）[注 6]）
- 格鬥天王系列（1995～2010，安迪·柏格德）[注 7]
- 鬥神傳2（日语：闘神伝）（法米莉歐、卡歐斯）

1996年
- 鬥神傳3（法米莉歐、卡歐斯）
- 七秘館（黑谷剛矢）

1997年
- 側影幻像（MT）
- 超級機器人大戰F（加茨·小林（日语：カツ・ハウィン）、勒南約斯·史塔勞德）

1998年
- 聖騎士之戰（艾克賽爾·羅（日语：アクセル・ロウ））
- 超級機器人大戰F 完結篇（加茨·小林、勒南約斯·史塔勞德）
- 秀逗魔導士Wonderful（甘杜克）
- 武士道之刃貳（日语：ブシドーブレード）（並主寒雲、托尼梅田）
- 正邪幻想史（日语：ブラックマトリクス）（猶達）[注 8]
- 魯邦三世 D2MANGA（魯邦三世（日语：ルパン三世 (架空の人物)））

1999年
- SD鋼彈 G世代 ZERO（加茨·小林、凱文·福里斯特）
- 超級機器人大戰完全版（加茨·小林）
- Dancing Blade 任性桃天使！II ～Tears of Eden～（穆迦爾）
- 正邪幻想史 AD（猶達）[注 9]

2000年
- 機戰傭兵2（日语：アーマード・コア2）（LCC）
- 聖騎士之戰X（日语：GUILTY GEAR X）（艾克賽爾·羅）
- 超級機器人大戰α（加茨·小林）
- 正邪幻想史+（猶達）[注 10]

2001年
- SD鋼彈 G世代-F.I.F（加茨·小林、凱文·福里斯特）
- 超級機器人大戰α for Dreamcast（加茨·小林）
- 超級機器人大戰α外傳（加茨·小林）
- 勇者之光 圓環物語（堕天使嘉普）

2002年
- 聖騎士之戰XX（日语：GUILTY GEAR XX）（艾克賽爾·羅）

2003年
- 聖騎士之戰XX #RELOAD（艾克賽爾·羅）
- 聖騎士之戰ISUKA（日语：GUILTY GEAR ISUKA）（艾克賽爾·羅）
- 第2次超級機器人大戰α（加茨·小林、艾加）

2004年
- 櫻花大戰V EPISODE 0 ～荒野的少女武士～（日语：サクラ大戦V EPISODE 0〜荒野のサムライ娘〜）（派屈克·哈密爾頓）

2005年
- 聖騎士之戰 / -SLASH-（艾克賽爾·羅）
- 魁!! 男塾（飛燕）
- 聖鬥士星矢 聖域十二宮篇（日语：聖闘士星矢 聖域十二宮編）（雙魚座阿夫羅迪）
- 第3次超級機器人大戰α 終焉之銀河（加茨·小林）
- ONE PIECE 海盜嘉年華（日语：ONE PIECE パイレーツカーニバル）（線蚯蚓）

2006年
- SD鋼彈 G世代 PORTABLE（加茨·小林）
- 聖騎士之戰XX Λ CORE -ACCENT CORE-（艾克賽爾·羅）

2007年
- SD鋼彈 G世代 SPIRITS（凱文·福里斯特）
- 聖鬥士星矢 冥王十二宮篇（日语：聖闘士星矢 冥王ハーデス十二宮編）（雙魚座阿夫羅迪）

2008年
- 宵星傳奇（亞迪科爾）

2011年
- 聖鬥士星矢戰記（日语：聖闘士星矢戦記）（雙魚座阿夫羅迪）
- 七龍珠群雄（安基拉）

2012年
- 超級機器人大戰OG SAGA 魔裝機神II REVELATION OF EVIL GOD（努爾·左霍克）
- 聖鬥士星矢Ω 終極小宇宙（海皇波塞冬〈朱利安·梭羅[PR 17]〉）

2013年
- 聖鬥士星矢 英勇鬥士（日语：聖闘士星矢 ブレイブ・ソルジャーズ）（雙魚座阿夫羅迪、海皇波塞冬）

2014年
- 聖騎士之戰Xrd -SIGN-（日语：GUILTY GEAR Xrd -SIGN-）（艾克賽爾·羅[PR 18]）
- 超級英雄世代（獵人騎士劍[13]、超人力霸王希卡利）
- 七龍珠群雄 究極任務2（安基拉）

2015年
- 聖鬥士星矢 鬥士之魂（雙魚座 阿夫羅迪、海皇波塞冬）

2017年
- 七龍珠群雄 究極任務X（安基拉）

2019年
- 超級七龍珠群雄 世界任務（安基拉）

### 外語配音

#### 電影／電視影集
| 作品年份 | 作品名稱                             | 配演角色        | 演員                                                      | 媒介                  |
| -------- | ------------------------------------ | --------------- | --------------------------------------------------------- | --------------------- |
| 1980     | Girls                                | 伯納德          | 克里斯托弗·布塞耶                                         | 富士電視台版          |
| 1981     | 錦繡豪門                             | 史蒂文·卡靈頓   | 傑克·科爾曼（第1季、The Reunion） 詹姆斯·麥凱（第3～8季） | NHK綜合版             |
| 1981     | Comment draguer toutes les filles... | 奧利弗          | 伊曼紐爾·卡爾森 演員                                      | TBS版                 |
| 1982     | 臉紅心跳                             | －              | －                                                        | 富士電視台版／DVD收錄 |
| 1983     | 諸神的黃昏                           | 奧托王子        | 約翰·摩爾德爾-布朗                                        | 關西電視台版／BD收錄  |
| 1984     | 寶貝福星                             | 湯米·凱利       | 格里芬·鄧恩                                               | 日本電視台版          |
| 1986     | The Russian Soldier                  | 麥可記者        | 史蒂文·傑克遜－                                           | MBS版                 |
| 1987     | 英雄本色II                           | 宋子傑          | 張國榮                                                    | VHS版本               |
| 1988     | 百萬金臂                             | －              | －                                                        | 朝日電視台版          |
| 1990     | 霹雳雄鹰                             | 馬克            | 穆罕默德·伊爾馬茲                                         | 影碟版本              |
| 1991     | 縱橫四海                             | 阿占            | 張國榮                                                    | DVD&BD版本            |
| 1992     | 小鬼當家2                            | 麥勞德切德里奇  | 耶底底亞·柯恩勞勃·許奈德                                  | 影碟版本              |
| 1992     | 驅魔道長                             | 阿星            | 倪星                                                      | DVD版本               |
| 1996     | The Silencers                        | Comdor          | 丹尼斯·克里斯托弗                                         | DVD版本               |
| 2004     | 大偵探波洛 (第9季)                   | 提姆·艾勒頓     | 丹尼爾·萊派恩                                             | NHK版                 |
| 2009     | 阿凡達                               | 帕克·塞爾弗裡奇 | 喬瓦尼·瑞比西                                             | 朝日電視台版          |
| 2013     | 人造人009誕生篇                      | 007／大不列顛   | －                                                        | 小學館集英社製作版本  |

#### 動畫
- 丁丁歷險記（拉斯泰波波羅斯）
- 麥兜响噹噹（麥子、旁白）
- 變形金剛系列
  - 變形金剛（奇普、通信員Broadcast（日语：カセットボット#リーダー）、航空兵挽歌 等）
  - 變形金剛 The Movie（通信員Broadcast、建築兵廢鐵、採掘兵清道夫）
  - 變形金剛2010（日语：戦え!超ロボット生命体トランスフォーマー2010）（通信員Broadcast、航空兵挽歌、至尊太君）

### CD
- 星座宮神話（日语：アリーズ）（波塞冬）
- Crashers Knight&Ran II （加川輝紀）
- CD廣播劇精選集 三國志（日语：CDドラマコレクションズ 三國志）（荀彧文若）
- 聖騎士之戰X（日语：GUILTY GEAR X） DRAMA CD VOL.2（艾克西·洛）
- 廣播劇CD YANKEE（西恩寺明）原作：山本芳文
- 寄生前夜 （長島利明）
- 集英社卡式錄音帶書 泉幻戰記 鳴動篇（日语：若木未生）（泉）
- 集英社卡式錄音帶書 JoJo的奇妙冒險 第2卷 阿布德爾之死之卷（荷爾·荷斯）

### 有聲書
- 銀河英雄傳說 外傳 尤里安的伊謝爾倫要塞日記（萊納·布魯姆哈爾特）

### 特攝影集
2006年
- 超人力霸王梅比斯（獵人騎士劍／超人力霸王希卡利的配音、魔神怪獸的聲音）
- 超人梅比斯外傳 光明始動（日语：ウルトラマンメビウス外伝 ヒカリサーガ）（獵人騎士劍／超人力霸王希卡利的聲音）

2007年
- 獸拳戰隊激氣連者（臨獸鰻魚拳的聲音）

2008年
- 超人力霸王梅比斯外傳 闇黑鎧裝（超人力霸王希卡利的聲音）

2009年
- 超人力霸王梅比斯外傳 亡靈復活（日语：ウルトラマンメビウス外伝 ゴーストリバース）（超人力霸王希卡利的聲音）
- 大怪獸格鬥 超銀河傳說 THE MOVIE（超人力霸王希卡利的聲音）

2012年
- 特命戰隊Go Busters（米達蠟燭的聲音）

2015年
- ULTRA FIGHT VICTORY（日语：劇場版 ウルトラマンギンガS 決戦!ウルトラ10勇士!!#ウルトラファイトビクトリー）（超人力霸王希卡利的聲音）

2017年
- 超人力霸王捷德（超人力霸王希卡利的聲音）

2020年
- 超人力霸王銀河格鬥 巨大的陰謀（日语：ウルトラギャラクシーファイト#『ウルトラギャラクシーファイト 大いなる陰謀』）（超人力霸王希卡利的聲音[14]）

### 布偶劇
- 兒童布偶劇場（日语：こどもにんぎょう劇場）（吾作）
- 雷鳥神機隊 (1966年電影)（阿倫·特拉西（英语：Alan Tracy）（VHS、LD版日語配音））
- 雷鳥神機隊6號（阿倫·特拉西（VHS、LD版日語配音））
- （哥吉）
- 世上的任何的經濟學経（ネコノミスト）

### 廣播節目
- （TBS廣播）－主持人
- 人造人009 誕生篇（007／大不列顛）

### 廣告
- 萬代 
- 新超級機器人大戰（日语：新スーパーロボット大戦）
- Family Trainer 迷路大作戰（日语：ファミリートレーナー 迷路大作戦）

### 旁白
NHK教育
- NHK高校講座（日语：NHK高校講座）理科綜合A、B

日本電視台
- THE WIDE（日语：ザ・ワイド）（與讀賣電視台共同製作）
- 嗚呼！薔薇色的珍生!!（日语：嗚呼!バラ色の珍生!!）
- 安室今田有朝一日No.1（日语：アムロ今田きっとNo.1）
- JAM PARA（日语：ジャムパラ）
- 伊東家的餐桌（日语：伊東家の食卓）
- （中京電視台）
- 爆笑100分電視！平成FAMILIES（日语：爆笑100分テレビ!平成ファミリーズ）
- 時空間☆世代大戰 昭和×平成 SHOW要Hey！Say！（日语：時空間☆世代バトル 昭和×平成 SHOWはHey! Say!）
- 週二驚喜（日语：火曜サプライズ）（2010年6月8日播出集數）

朝日電視台
- Super J Channel（日语：スーパーJチャンネル）
- 超天然銀座
- （2009年10月4日播出）

其它電視台、平台
- 帥呆了！ 嗚呼！（日本電視台PARA珍的戲仿企劃，富士電視台）
- 山本晉也（日语：山本晋也）的原來如此！東京散步（旅Channel（日语：旅チャンネル））
- 漂移天國（日语：ドリフト天国）系列
- Video Option（日语：ビデオオプション）系列

### 電視劇
- 相棒（朝日電視台）
  - season11 第11話（2013年1月1日）－永澤成親
  - season18 第20話（2020年）－（聲音演出）
- 庶務二課2013（2013年7月－9月，富士電視台）－增口秀樹
- 刑事吉永誠一涙之事件簿（日语：刑事吉永誠一 涙の事件簿#連続ドラマ） 第5話（2013年11月8日，東京電視台）－白河雄一郎
- 週六WIDE劇場（日语：土曜ワイド劇場）（朝日電視台）
  - 森村誠一的終點站系列（日语：終着駅シリーズ）28（2014年6月28日）－岡崎達雄
  - 人類學者 岬久美子的殺人鑑定（日语：人類学者・岬久美子の殺人鑑定）5（2014年11月8日）－若田巖（鑑識官）
- 上鎖的房間SP（2014年1月3日，富士電視台）
- 週三推理9（日语：水曜ミステリー9） 特命大媽檢察官！花村絢乃事件簿（日语：特命おばさん検事! 花村絢乃の事件ファイル）3（2014年9月3日，東京電視台）－佐野幸雄
- 孤獨的美食家 Season4[[[Wikipedia:格式手册/链接#章節|錨點失效]]] 第11話（2014年9月17日，東京電視台）－三反田所長
- 富士電視台開局55週年紀念特別電視劇 為東京叫來奧運的男人（日语：東京にオリンピックを呼んだ男）（2014年10月11日，富士電視台）
- 女性決不容許（日语：女はそれを許さない） 第8話（2014年12月9日，TBS）－山科
- 無間雙龍 ～這份愛，才是正義（2015年1月16日，TBS）
- 京都人情搜查檔案（日语：京都人情捜査ファイル#連続ドラマ） 第1話（2015年4月30日，朝日電視台）－藤川雅彥
- 花咲舞無法沉默（2015年，日本電視台）－早坂支店長
- 世界奇妙物語 25週年紀念！秋季2小時特集（日语：世にも奇妙な物語 25周年記念!秋の2週連続SP）「箱」（2015年，富士電視台）－研究員
- 警視廳搜查一課9係 season11 第1話（2016年4月6日，朝日電視台）－堀省三
- 刑警七人（朝日電視台）
  - Season2 第5話（2016年8月10日）－小早川卓
  - Season6 第1話（2020年8月5日）－河本春夫
- 週一名作劇場（日语：月曜名作劇場） 稅務調查官 窗際太郎的事件簿（日语：税務調査官・窓際太郎の事件簿）32（2017年5月8日，TBS）－杉崎巖雄
- 週日PRIME（日语：日曜プライム） CHIEF ～警視廳IR分析室～（日语：CHIEF〜警視庁IR分析室〜）（2018年4月15日，朝日電視台）－若林章弘
- 算盤武士（2018年，NHK）－傳左衛門
- 非獸性男女（2018年，日本電視台）－大熊／電視的聲音
- 集團左遷!!（2019年，TBS）－武内康隆
- 事故調小姐 ～天才·天之教授的調查檔案～（日语：ミス・ジコチョー〜天才・天ノ教授の調査ファイル〜）（2019年，NHK）－五十嵐直樹
- 監查役野崎修平（日语：監査役野崎修平）（2020年1月19日，WOWOW）
- 龍之道（2020年，關西電視台）－三栗谷忠志
- 櫻的親子飯（日语：さくらの親子丼）（2020年，東海電視台）－裁判長
- 週一黃金檔8 橫山秀夫懸疑「沉默的不在場證明」（日语：第三の時効#テレビ東京版）（2020年10月26日，東京電視台）－石塚清
- 前男友的遺書 第4話（2022年5月2日，富士電視台）－鄉田達郎
- 惡女 ～誰說工作不帥氣？ 第7話（2022年5月25日，日本電視台）－馬場平藏
- 被討厭的監察官音無一六（日语：嫌われ監察官 音無一六） season1 第5話（2022年6月3日，東京電視台）－木下拓造

### 真人電影
- 廁所裡的花子新章 ～花子vs俊介～（2016年7月2日公開）－仁

### 舞台
- 飛吧！京濱吸血鬼（日语：飛べ!京浜ドラキュラ）（1982年12月於蘋果劇場公演，由81 Produce提攜公演）
- LIBERUS企劃製作 東京俱樂部第一回公演「東京奇人博覧會」（2013年4月17日‐21日於新宿全勞濟SPACE ZERO（日语：スペース・ゼロ））

### 其它
- （NHK教育）－第4代大哥哥（※第二期為初代大哥哥）
- 直到世界的盡頭 ItteQ!！（日本電視台）－外國人的日語配音
- 30位動畫人物角色的臉讓你一次看個夠 春季新作特輯（日语：大胆MAP）（朝日電視台，2008年1月20日播出）－在節目中介紹難波他的配音代表作《鄰家女孩》主角上杉和也。
- 青山二丁目劇場（日语：青山二丁目劇場） 原生廣播劇『夕陽之歌』（文化放送）－修一
- 那些年我們聽過的歌曲（日语：あの歌がきこえる）（聲音出演）
- 變形金剛（通信員Broadcast（日语：カセットボット#リーダー））
- Romantopia藤原京'95 卡普空展示活動 快打旋風II ～甦醒的藤原京～（肯（日语：ケン・マスターズ））
- 小崇與小敏的大鼓道路綜藝（日语：タカアンドトシの道路バラエティ!? バスドラ）（朝日電視台，2015年5月26日）-，與神谷明、堀川亮、金田朋子共同出演

## 腳註

#### 一次資料
1. ↑  . 東映動畫.   [2016-08-03]. （原始内容存档于2016-07-05） （日语）.
2. ↑  . Studio Pierrot.   [2016-05-04]. （原始内容存档于2012-05-09） （日语）.
3. ↑  . 東映動畫.   [2016-08-03]. （原始内容存档于2016-07-25） （日语）.
4. ↑  . 東映動畫.   [2016-06-02]. （原始内容存档于2016-05-30） （日语）.
5. ↑  . 媒體藝術資料庫.   [2016-11-13]. （原始内容存档于2018-08-11） （日语）.
6. ↑  . 東映動畫.   [2016-06-02]. （原始内容存档于2018-08-03） （日语）.
7. ↑  . 東映動畫.   [2016-06-02]. （原始内容存档于2018-09-10） （日语）.
8. ↑  . Studio Pierrot.   [2016-06-06]. （原始内容存档于2019-06-20） （日语）.
9. ↑  . 東映動畫.   [2016-07-09]. （原始内容存档于2011-06-05） （日语）.
10. ↑  . 金田一少年之事件簿. 東映動畫.   [2017-03-09]. （原始内容存档于2021-01-07） （日语）.
11. ↑  . J.C.STAFF.   [2017-03-19]. （原始内容存档于2016-10-11） （日语）.
12. ↑  .   [2018-03-03]. （原始内容存档于2019-12-30） （日语）.
13. ↑  . 動畫「怪盜Joker」公式官網. TOKYO MX.   [2014-12-19]. （原始内容存档于2014-12-19） （日语）.
14. ↑  . 日本動畫公司.   [2016-06-29]. （原始内容存档于2016-08-13） （日语）.
15. ↑  . 媒體藝術資料庫.   [2016-08-12]. （原始内容存档于2019-04-02） （日语）.
16. ↑  . 金曜ROAD SHOW！.   [2016-06-09]. （原始内容存档于2018-12-02） （日语）.
17. ↑  . 聖鬥士星矢Ω 終極小宇宙.   [2012-10-25]. （原始内容存档于2016-07-25） （日语）.
18. ↑  . 聖騎士之戰Xrd 攜帶版官網.   [2013-11-21]. （原始内容存档于2013-11-01） （日语）.
19. ↑  . 週日洋片劇場.   [2016-07-21]. （原始内容存档于2016-08-15） （日语）.

## 外部連結
- 青二Production所屬期間的聲優簡介 （日語）（2011年7月5日的檔案館）
- 藤賀事務所的公開簡歷 （页面存档备份，存于） （日語）
- http://kikubon.jp/ （页面存档备份，存于） （日語）